# Mary Poppins (filme)
Mary Poppins (bra/prt: Mary Poppins) é um filme estadunidense de 1964, do gênero comédia fantástico-musical, dirigido por Robert Stevenson para a Walt Disney Pictures, com roteiro de Bill Walsh e Don DaGradi baseado nos livros Mary Poppins, Mary Poppins Comes Back, Mary Poppins Opens the Door e Mary Poppins in the Park, de P. L. Travers.
Dick Van Dyke, David Tomlinson e Glynis Johns são apresentados em papéis de apoio. O filme foi filmado inteiramente no Walt Disney Studios em Burbank na Califórnia, usando cenas de fundo pintadas de Londres.

## Enredo
Na cidade de Londres, na década de 1910 durante a era eduardiana, George Banks (David Tomlinson) volta para casa em Cherry Tree Lane para saber com sua esposa, a sufragista Winifred (Glynis Johns), que Katie Nanna deixou o serviço depois que seus filhos, Jane e Michael (Karen Dotrice e Matthew Garber), fugiram: "Pela quarta vez nesta semana". Eles são devolvidos logo depois pelo policial Jones (Arthur Treacher) que revela que as crianças estavam perseguindo uma pipa perdida. As crianças pedem ao pai para ajudar a construir uma pipa melhor, mas ele as dispensa. Assumindo a responsabilidade de contratar uma nova babá, Banks anuncia uma babá séria e sem sentido. Por outro lado, Jane e Michael apresentam seu próprio anúncio para uma babá mais gentil e doce. Winifred tenta manter a paz. O Sr. Banks rasga a carta e joga os restos na lareira.
No dia seguinte, várias babás idosas, de rosto azedo, esperam do lado de fora da casa dos Banks, mas uma forte rajada de vento as empurra, e Jane e Michael testemunham uma jovem babá descendo do céu usando seu guarda-chuva. Apresentando-se ao Sr. Banks, Mary Poppins (Julie Andrews) calmamente entrega o anúncio restaurado das crianças e concorda com seus pedidos, mas promete ao banqueiro atônito que ela será firme com os filhos dele. Enquanto o Sr. Banks discute o retorno do anúncio, Mary Poppins se contrata, e ela o convence de que foi originalmente ideia dele. Ela conhece as crianças e as ajuda a arrumar magicamente o berçário estalando os dedos, antes de sair para uma caminhada no parque e cantam "A Spoonful of sugar".
Do lado de fora, eles encontram o velho amigo de Mary, Bert (Dick Van Dyke)   trabalhando como escrivão; Mary Poppins usa sua magia para transportar o grupo para um de seus desenhos. Enquanto as crianças andam de carrossel, Mary Poppins e Bert dão um passeio. Juntos, eles cantam "Jolly Holiday", e Bert flerta com Mary Poppins. Depois que a dupla se encontra com as crianças, Mary Poppins encanta os cavalos do carrossel; Bert resgata uma raposa de uma caçada; eles participam de uma corrida de cavalos que Mary ganha. Descrevendo sua vitória, Mary Poppins usa a palavra sem sentido "Supercalifragilisticexpialidocious". O passeio termina quando uma tempestade dissolve os desenhos de Bert,os fazendo retornar para Londres.
No dia seguinte, os três encontram o estranho tio Albert (Ed Wynn) que flutuou no ar por causa de suas risadas incontroláveis e se juntam a ele para uma festa de chá no teto com muitas piadas ( e cantam "Me love rise"). Posteriormente, o Sr. Banks fica irritado com a atmosfera alegre da família, e ele ameaça demitir Mary Poppins, mas ela o manipula para levar as crianças para o local de trabalho, o banco, no dia seguinte. Naquela noite, Mary conta aos filhos da mulher que está sentada na catedral de São Paulo vendendo alimentos para pássaros ("Feed the Birds") O Sr. Banks faz isso, e as crianças encontram o Sr. Dawes (Arthur Malet). Dawes exorta agressivamente Michael a investir seu tuppence no banco, pegando as moedas de Michael. (" Banco Fiduciário Fidelity") Michael exige que eles voltem; outros clientes ouvem o conflito e todos começam a exigir seu próprio dinheiro de volta, causando uma corrida bancária.
Jane e Michael fogem do banco, perdendo-se no East End até se encontrarem novamente com Bert, agora trabalhando como limpador de chaminés, que os escolta para casa ("Chim Chim Cheree"). Os três e Mary Poppins se aventuram nos telhados, onde eles têm um número de música e dançam sapateados com outras limpadores de chaminés, que se espalham pela casa dos Banks ("Step in Time") depois que o Almirante Boom (Reginald Owen) dispara fogos de artifício para eles, confundindo-os com ladrões. O Sr. e a Sra. Banks voltam para casa e encontram os amigos de Bert dançando em sua casa e os mandam embora. Banks recebe um telefonema do banco solicitando uma reunião com ele sobre o que as crianças fizeram, as crianças ouvem o telefonema percebendo que seu pai está com problemas, Bert até diz a Banks que ele precisa passar mais tempo com ele. seus filhos antes de crescerem ("Um homem tem sonhos"). As crianças dão tuppence ao pai, Michael, na esperança de fazer as pazes.
Banks caminha por Londres até o banco, onde recebe um caixa humilhante e é demitido. Olhando para o tuppence de palavras, ele solta "Supercalifragilisticexpialidocious", conta uma piada, e felizmente volta para casa. O Sr. Dawes reflete sobre a piada e, finalmente entendendo, flutua no ar, rindo.
No dia seguinte, o vento muda, o que significa que Mary Poppins deve sair. Um feliz Sr. Banks é encontrado em casa, tendo consertado a pipa de seus filhos e levado a família para voar. No parque, a família Banks conhece o filho de Dawes, Dawes Jr., que revela que seu pai morreu rindo da piada. ("Vamos empinar pipa"). Embora inicialmente arrependido, Banks logo fica feliz por ele, já que Dawes Jr. nunca viu seu pai mais feliz em sua vida e reemprega Banks como parceiro júnior. Com seu trabalho concluído, Mary Poppins termina o filme fugindo com Bert dizendo a ela para não ficar longe por muito tempo.

## Elenco

### Personagens principais
- Julie Andrews - Mary Poppins - babá com poderes mágicos, que vai trabalhar na casa do Sr. Banks para cuidar de seus filhos; ela chega na casa do patrão voando e usando um guarda-chuva como paraquedas e traz consigo diversas brincadeiras que mudam a vida daquela família.[10]
- Dick Van Dyke - Bert - animado e prestativo, Bert é um velho amigo de Mary Poppins, que abre o filme tocando vários instrumentos sozinho para ganhar dinheiro das pessoas que assistem; além disso, ele também faz pinturas na calçada e limpa chaminés.
- David Tomlinson - Sr. Banks (George W. Banks) - um homem frio e rígido que tenta manter ordem na casa, é o patrão de Mary Poppins; trabalha no banco Dawes Tomes Mousley Grubbs Fidelity Fiduciary Bank.
- Glynis Johns - Sr.ª Banks (Winifred Banks) - é a esposa maluca de George Banks; parece ser uma mulher calma e pacata, mas na verdade é uma ativista que quer garantir o direito do voto às mulheres.
- Karen Dotrice e Matthew Garber - Jane e Michael Banks - os filhos sapecas dos Banks, que fazem as babás desistirem muito rápido de trabalhar em sua casa, até que Mary Poppins chega e elas, além de se divertirem muito, viajam a lugares além da imaginação.

### Personagens secundários
- Hermione Baddeley - Ellen - a empregada da residência da família Banks.
- Reta Shaw - Sr.ª Brill - a cozinheira da residência da família Banks; não gosta de intrusos na casa e sempre briga com Ellen.
- Reginald Owen - Almirante Boom.
- Don Barclay - Sr. Binnacle.
- Arthur Treacher - guarda Jones.
- Elsa Lanchester - Katie Nanna.
- Ed Wynn - tio Albert.
- Arthur Malet - Sr. Dawes Jr.
- Jane Darwell (seu último papel no cinema) - mulher dos pássaros
- Marjorie Eaton como Miss Persimmon
- Marjorie Bennett como Miss Lark
- Betty Lou Gerson como velha (sem créditos)
- Kay E. Kuter como homem no banco (sem créditos)
- Queenie Leonard como depositante (sem créditos)

## Produção

### Desenvolvimento
O primeiro romance da série Mary Poppins foi a base principal para o filme. De acordo com o lançamento do filme no seu 40º aniversário em 2004, as filhas de Walt Disney se apaixonaram pelos livros de Mary Poppins e o fizeram prometer fazer um filme baseado neles. A Disney tentou comprar os direitos de Mary Poppins da PL Travers pela primeira vez em 1938. No entanto, Travers recusou; ela não acreditava que uma versão cinematográfica de seus livros faria justiça à sua criação.
Além disso, a Disney era então conhecida principalmente como produtora de desenhos animados e ainda não havia produzido nenhum grande trabalho de ação ao vivo. Por mais de 20 anos, a Disney periodicamente fez esforços para convencer Travers a permitir que ele fizesse um filme de Poppins.Ele finalmente conseguiu em 1961, embora Travers exigisse e obtivesse direitos de aprovação de script. Os irmãos shermans compuseram a trilha sonora e também estiveram envolvidos no desenvolvimento do filme, sugerindo que o cenário fosse alterado da década de 1930 para a era eduardiana. A pré-produção e a composição da música levaram cerca de dois anos.

### Pré-Produção
Travers foi consultor da produção. No entanto, ela desaprovou a diluição dos aspectos mais severos do personagem de Mary Poppins, tinha um sentimento razoável com as músicas e odiava tanto o uso da animação que descartou novas adaptações dos romances posteriores de Mary Poppins. Ela se opôs a vários elementos que entraram no filme. Em vez de músicas originais, ela queria que a trilha sonora apresentasse padrões conhecidos do período eduardiano em que a história se passa.Disney a anulou, citando argumentos contratuais que ele tinha a palavra final na impressão final.
Grande parte da correspondência entre Travers e Walt Disney faz parte da coleção de papéis Travers na Biblioteca Estadual de New South Wales na Austrália. A relação entre Travers e Disney é detalhada em Mary Poppins She Wrote, uma biografia de Travers por Valerie Lawson. A biografia é a base de dois documentários sobre Travers: The Real Mary Poppins de Lisa Shadows, The Shadow of Mary Poppins.  relacionamento deles durante o desenvolvimento do filme também foi dramatizado no filme de 2013 da Disney, Saving Mr. Banks.

### Escalação de elenco
Em março de 1961, a Disney anunciou que poderia escalar Hayley Mills e Mary Martin no filme.
Julie Andrews, que estava fazendo sua estreia como atriz após uma bem sucedida carreira no teatro, conseguiu o papel principal de Mary Poppins logo depois que ela foi escolhida por Jack L. Warner e substituída por Audrey Hepburn pelo papel de Eliza Doolittle em sua adaptação para de My Fair Lady, embora Andrews tenha originado esse papel na Broadway. Quando a Disney abordou Andrews pela primeira vez sobre o papel, Andrews estava grávida de três meses e, portanto, não tinha certeza de que deveria aceitá-lo. Disney garantiu a ela que a equipe ficaria bem em esperar para começar a filmar até depois do parto para que ela pudesse desempenhar o papel. A Disney convidou Stanley Holloway para o papel de Almirante Boom, durante a fase de pré-produção, mas o papel acabou sendo de Reginald Owen.A Disney colocou Dick Van Dyke no papel principal de apoio de Bert, depois de ver seu programa de televisão The Dick Van Dyke Show. Depois de ganhar o papel de Bert, Van Dyke fez seu amigo lobby para também interpretar o Sr. Dawes, mas a Disney originalmente achava que ele era jovem demais para o papel. Van Dyke acabou conquistando o apreço de Walt Disney após um teste cinematográfico. Embora ele seja lembrado com carinho por este filme, a tentativa de Van Dyke de imitar o sotaque de Cockneysville é considerada um dos piores sotaques da história do cinema, citado como exemplo pelos atores, como algo que eles desejam evitar.

#### Filmagens
As filmagens ocorreram entre maio e setembro de 1963, e a pós-produção e animação levaram mais 11 meses.

## Lançamento

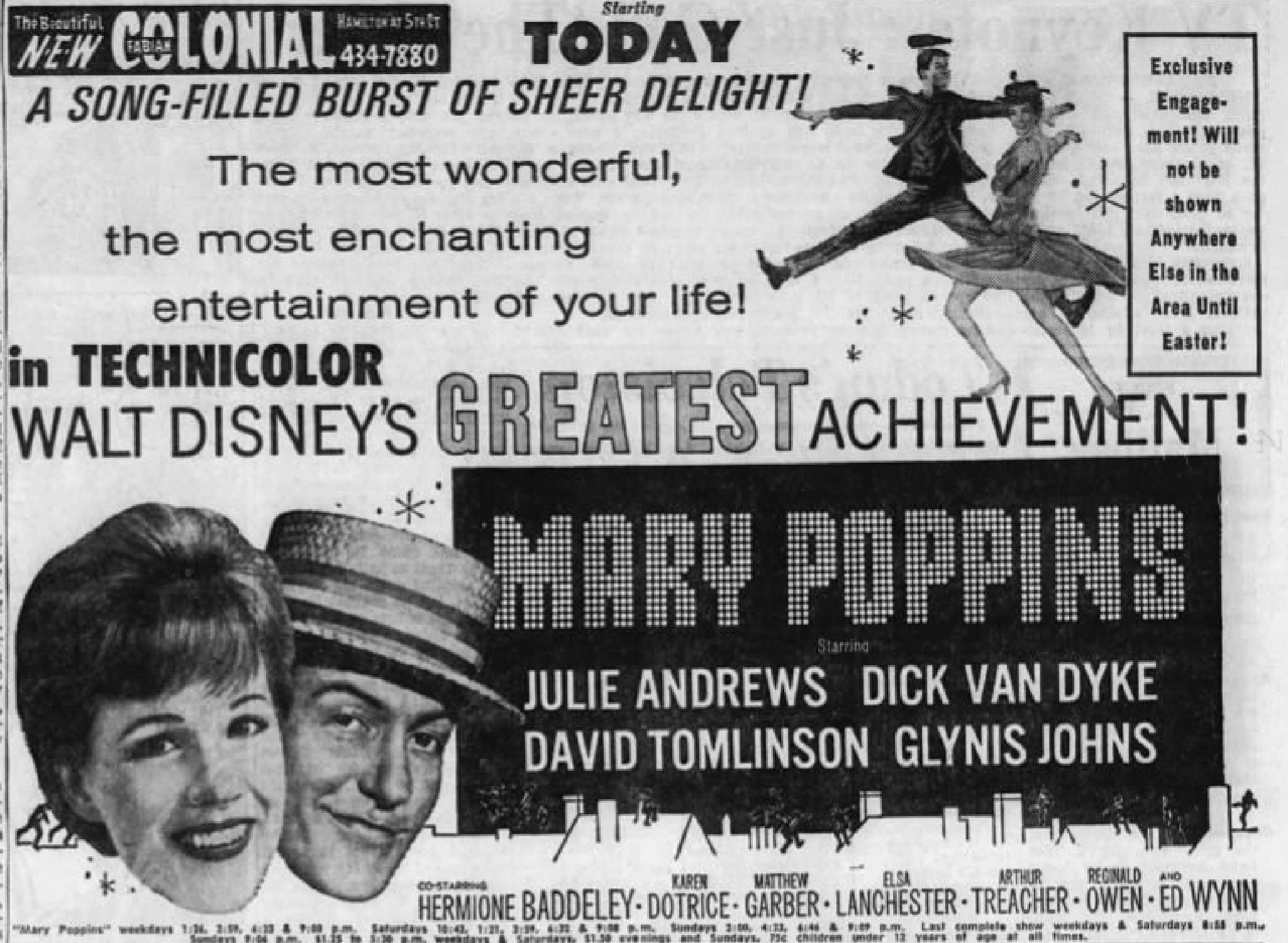
Anúncio de uma exibição do filme no Colonial Theater, Allentown (Pensilvânia), em 1965.

Mary Poppins estreou em 27 de agosto de 1964, no Grauman's Chinese Theatre em Los Angeles. O pôster do filme foi pintado pelo artista Paul Wenzel.

Em 27 de janeiro de 2009, o filme foi lançado novamente em DVD como uma edição do 45º aniversário, com mais faixas de idiomas e recursos especiais (embora o "Enhanced Home Theater Mix" do filme não tenha sido incluído). O Walt Disney Studios Home Entertainment lançou o filme em Blu-ray como a 50ª edição do aniversário em 10 de dezembro de 2013.

## Trilha Sonora
A trilha sonora do filme apresenta músicas e letras dos irmãos Richard M. Sherman e Robert B. Sherman. Os Shermans inspiraram-se nas músicas britânicas de music hall. Irwin Kostal organizou e conduziu a trilha sonora do filme. A Buena Vista Records lançou a trilha sonora original do filme em 1964 em LP e fita cassete.[carece de fontes?]
Lista de todas as músicas do filme:[carece de fontes?]
- Overture / Chim-Chim-Chree
- Sister Sufragette (com Glynis Johns)
- The Life I Lead (com David Tomlinson)
- The Perfect Nanny (com Karen Dotrice e Matthew Garber)
- A Spoonful of Sugar (com Julie Andrews)
- Pavement Artist (com Dick van Dyke)
- Jolly Holliday (com Dick van Dyke)
- Supercalifragilisticexpialidocious (com Julie Andrews e Dick van Dyke)
- Stay Awake (com Julie Andrews)
- I Love to Laugh (com Ed Wynn, Julie Andrews e Dick van Dyke)
- A British Bank (com David Tomlinson e Julie Andrews)
- Feed the Birds (com Julie Andrews)
- Fidelity Fiduciary Bank (com Dick van Dyke e David Tomlinson)
- Chim Chim Ch-ree (com Dick van Dyke e Julie Andrews)
- Step in Time (com Dick van Dyke)
- A Man Has Dreams (com David Tomlinson e Dick van Dyke)
- Let's Go Fly a Kite (com David Tomlinson, Glynis Johns, Karen Dotrice, Matthew Garber e Dick van Dyke)

## Recepção

### Lançamento original
Mary Poppins foi lançado em 27 de agosto de 1964, com elogios da crítica ganhando uma rara aprovação de 100% entre os críticos no Rotten Tomatoes além de se tornar um dos produtos mais lucrativos da Disney ganhando mais de 103 milhões de dólares. Em 2013, o filme foi selecionado para preservação no Registro Nacional de Cinema dos Estados Unidos pela Biblioteca do Congresso como sendo "cultural, historicamente ou esteticamente significativo".
Apesar de toda a repercussão positiva sobre a adaptação da Disney a autora odiou o filme e descartou novas adaptações dos romances posteriores de Mary Poppins. Mesmo assim em 2018 sua sequência titulada de Marry Poppins Returns foi lançada. 
O filme faturou US$ 31 milhões na América do Norte durante sua exibição inicial. recebendo aclamação universal dos críticos de cinema. A Variety elogiou as sequências musicais do filme e as performances de Julie Andrews e Dick Van Dyke, descrevendo a como graciosas. A revista Time elogiou o filme, afirmando: "Os cenários são luxuriantes, as músicas são animadas, o cenário é espirituoso, mas impecavelmente sentimental, e o elenco coadjuvante tem apenas uma perfeição". Bosley Crowther, resenha do The New York Times, descreveu o filme como um "filme mais maravilhoso e animador do ano". Além disso, em sua crítica, ele observou que "pelas felicidades visuais e auditivas que eles adicionaram a este filme colorido cintilante - os encantamentos de uma bela produção, algumas sequências deliciosamente animadas, algumas danças empolgantes e ágeis e uma trilha sonora musical - fazem com que melhor entretenimento que abriu no Music Hall este ano." O The Hollywood Reporter, aplaudiu as performances, efeitos visuais, partitura musical, design de produção e coreografia. Por fim, ele descobriu que " Mary Poppins é um filme que é, mais do que a maioria, um triunfo de muitas contribuições individuais. E seu triunfo especial é que parece ser o trabalho de uma inteligência única e coesa". Nem todas as críticas foram positivas: Ann Guerin não gostou das mudanças em relação ao romance original e, apesar de "algumas cenas encantadoras", o filme no geral é "simplório".

#### Prêmios e indicações
| Prêmio             | Categoria                              | Recipiente                                                  | Resultado |
| ------------------ | -------------------------------------- | ----------------------------------------------------------- | --------- |
| Globo de Ouro 1965 | Melhor filme - comédia ou musical      | Walt Disney Productions (prod.)                             | Indicado  |
| Globo de Ouro 1965 | Melhor atriz - comédia ou musical      | Julie Andrews                                               | Venceu    |
| Globo de Ouro 1965 | Melhor ator - comédia ou musical       | Dick Van Dyke                                               | Indicado  |
| Globo de Ouro 1965 | Melhor trilha sonora                   | Richard M. Sherman                                          | Indicado  |
| Grammy Awards 1965 | Melhor trilha sonora para mídia visual | Richard M. Sherman, Robert M. Sherman                       | Venceu    |
| Oscar 1965         | Melhor filme                           | Walt Disney, Bill Walsh (prods.)                            | Indicado  |
| Oscar 1965         | Melhor direção                         | Robert Stevenson                                            | Indicado  |
| Oscar 1965         | Melhor atriz                           | Julie Andrews                                               | Venceu    |
| Oscar 1965         | Melhor trilha sonora                   | Richard M. Sherman, Robert B. Sherman                       | Venceu    |
| Oscar 1965         | Melhor arranjo ou tratamento musical   | Irwin Kostal                                                | Indicado  |
| Oscar 1965         | Melhor canção original                 | Richard M. Sherman, Robert B. Sherman ("Chim Chim Cher-ee") | Venceu    |
| Oscar 1965         | Melhor fotografia                      | Edward Colman                                               | Indicado  |
| Oscar 1965         | Melhor som                             | Robert O. Cook                                              | Indicado  |
| Oscar 1965         | Melhor roteiro adaptado                | Bill Walsh, Don DaGradi                                     | Indicado  |
| Oscar 1965         | Melhor edição                          | Cotton Warburton                                            | Venceu    |
| Oscar 1965         | Melhor figurino                        | Tony Walton                                                 | Indicado  |
| Oscar 1965         | Melhor direção de arte - cor           | Carroll Clark, William H. Tuntke, Emile Kuri, Hal Gausman   | Indicado  |
| Oscar 1965         | Melhores efeitos visuais               | Peter Ellenshaw, Eustace Lycett, Hamilton Luske             | Venceu    |
| BAFTA 1965         | Melhor ator/atriz em ascensão          | Julie Andrews                                               | Venceu    |

### Relançamentos e legado
O filme foi relançado nos cinemas em 1973, em homenagem ao 50º aniversário da Walt Disney Productions, e ganhou um valor adicional estimado em US$ 9 milhões em mídias domésticas na América do Norte. Foi lançado mais uma vez em 1980 e arrecadou US $ 14 milhões.
Mary Poppins é amplamente considerada junto com Branca de Neve e os Sete Anões as "maiores conquistas" de Walt Disney. Foi o único filme da Disney a receber uma indicação de Melhor Filme no Oscar em sua vida. Ao lado de Pinóquio Mary Poppins é um dos únicos filmes da Disney a ter nota de 100% no Rotten Tomatoes sob o consenso de que: "Um luxuoso conto de fadas moderno comemorado por seus incríveis efeitos especiais, músicas cativantes e a lendária performance de Julie Andrews no papel-título". No Metacritic, o filme tem uma pontuação média ponderada de 88 em 100, com base em 13 críticos, indicando "aclamação universal". O filme foi o vigésimo filme sonoro mais popular do século XX no Reino Unido, com de 14 milhões de pessoas assistiram ao filme. a música "Supercalifragilisticexpialidocious" ficou na lista da AFI dos 100 anos...100 Canções posicionada em trigésimo sexto lugar o filme também apareceu em outra lista dessa vez na de 25 maiores musicais em sexto lugar. Em 2013, o filme foi selecionado para preservação no Registro Nacional de Cinema dos Estados Unidos pela Biblioteca do Congresso como sendo "cultural, historicamente ou esteticamente significativo".
O crítico Drew Casper resumiu o impacto de Mary Poppins em 2011: [Walt] Disney era o líder, suas fantasias musicais misturando animação e f / x verdadeiramente maravilhoso com ação da vida real para crianças e crianças no adulto. "Mary Poppins" (1964) foi sua 'cereja do bolo'. ... a história era elementar, até banal. Mas a sofisticação tornou seu uso um ícone." 
Foi feito um musical baseado no filme Mary Poppins. Ele estreou nos palcos em 2004, em Londres. Laura Michelle Kelly, conhecida cantora e atriz britânica, fez o papel da personagem principal, e o ator Gavin Lee fez o papel de Bert/Sr. Dawes.
A produção foi um sucesso tão grande que foi parar na Broadway, em Nova Iorque, em 2006. Dessa vez, quem fez Mary Poppins foi a atriz Ashley Brown, e a personagem foi sua primeira protagonista oficial, mas ela já havia participado de outras produções da Disney, como o musical A Bela e a Fera e Disney on the Record. Gavin Lee continuou no papel de Bert/Sr. Dawes. A peça continuou em cartaz até 2010.
Em 2024, a comissão britânica de classificação de filmes elevou para 'supervisão parental' a classificação etária de 'Mary Poppins', devido à linguagem que considera discriminatória. A alteração na classificação, até agora com 'U', o que significa que não há material que possa ofender, deveu-se a um termo considerado como depreciativo para os Khoi‑khois. O termo é utilizado no filme pelo personagem Almirante Boom, quando se refere primeiro às pessoas que não aparecem no filme e depois para se referir às crianças do filme, quando os seus rostos ficam escurecidos pela fuligem.

## Sequência
Em 19 de dezembro de 2018, a Walt Disney Pictures lançou o filme Mary Poppins Returns. O filme se passa 25 anos após o original, e apresenta uma narrativa autônoma com base nos restantes sete livros da série. Rob Marshall dirigiu, enquanto John DeLuca e Marc Platt atuaram como produtores, com Emily Blunt estrelando como Poppins, co-estrelando o ator da Broadway, Lin-Manuel Miranda. Dick Van Dyke voltou a interpretar o Sr. Dawes Jr. e Karen Dotrice também apareceu em uma participação especial.